# 小行星5263
小行星5263（5263 Arrius）是一颗绕太阳运转的小行星，为主小行星带小行星。该小行星于1991年4月13日发现。
小行星5263以發現者鄧肯·史蒂爾的兒子哈里森·卡倫·伯特拉姆·史蒂爾（Harrison Callum Bertram Steel）命名。

## 轨道参数
小行星5263的轨道半长轴为3.1968065 UA，离心率为0.022。